# László Polgár (basso)
László Polgár (Budapest, 1º gennaio 1947 – Zurigo, 19 settembre 2010) è stato un basso ungherese.

## Biografia e carriera
Studiò con Eva Kutrucz presso l'Accademia Musicale Franz Liszt, dove si diplomò nel 1970, e in seguito privatamente con Hans Hotter e Evgenij Nesterenko. Fece il suo debutto al Teatro dell'Opera di Budapest nel 1971, nel ruolo del Conte Ceprano in Rigoletto. Tra gli altri suoi ruoli principali figurano Osmin, Sarastro, Basilio, Gurnemanz e Filippo II.
Nel 1973 è Third wood-cutter in Blood Wedding (Vérnász) di Sándor Szokolay nella trasferta dell'Teatro dell'Opera di Budapest al King's Theatre di Edimburgo.
La sua carriera internazionale decollò nel 1981 quando interpretò Rodolfo ne La sonnambula alla Royal Opera House di Londra.
Al Teatro La Fenice di Venezia nel 1981 e nel 1982 è Barbablù ne Il castello del principe Barbablù di Béla Bartók (A Kékszakállú herceg vára) diretto da Zoltán Peskó.
Dal 1985 canta presso il Bayerische Staatsoper e l'Opéra de Paris. Inoltre si è esibito all'Opera di Amburgo e ai Festival di Salisburgo dal 1985 quando è Sarastro in Die Zauberflöte con i Wiener Philharmoniker diretto da James Levine e Aix-en-Provence. A Salisburgo sempre nello stesso anno canta in O Ewigkeit, du Donnerwort BWV 60 e Vesperae solennes de Dominica (Mozart).
Dal 1986 divenne ospite regolare alla Wiener Staatsoper debuttando come Timur in Turandot, poi Ein Eremit in Der Freischütz e Colline ne La bohème diretto da Julius Rudel, nel 1987 è Leporello in Don Giovanni (opera) con Ferruccio Furlanetto e Gundula Janowitz e nel 1988 Boland in Fierrabras di Franz Schubert diretto da Claudio Abbado.
Ancora a Salisburgo nel 1988 è Publio ne La clemenza di Tito diretto da Riccardo Muti, nel 1996 Ein Priester in Moses und Aron con l'Orchestra reale del Concertgebouw e Chris Merritt diretto da Pierre Boulez, nel 1999 Wagner in Doktor Faust di Ferruccio Busoni diretto da Kent Nagano, nel 2001 Bluebeard in A kékszakállú herceg vára con la Budapest Festival Orchestra e nel 2003 Kadmos in Die Bakchantinnen di Egon Wellesz.
Nuovamente a Vienna nel 1990 è Padre Guardiano ne La forza del destino e nel 1991 Publio ne La clemenza di Tito e Sarastro in Die Zauberflöte.
Dal 1992 fino al 2008 è stato il basso principale dell'Opernhaus Zürich.
Per il Teatro alla Scala di Milano debutta nel 1995 ne A Kékszakállú herceg vára (Il castello del principe Barbablù) in forma di concerto con la Marton diretto da Riccardo Chailly, nel 2001 è Il conte di Walter in Luisa Miller con l'Orchestra Bayerischer Rundfunk, Vincenzo La Scola e Barbara Frittoli diretto da Lorin Maazel, nel 2003 Il Parroco nella prima rappresentazione di Příhody lišky Bystroušky (La piccola volpe astuta) di Leoš Janáček al Teatro degli Arcimboldi e nel 2006 Gremin nella prima di Evgenij Onegin (opera).
Nel 2001 è Duke Bluebeard in Duke Bluebeard's Castle (A kékszakállú herceg vára) con la BBC Symphony Orchestra e Michelle DeYoung diretto da Boulez all'Usher Hall di Edimburgo.
Nel 2006 è Il duca Barbablù al Teatro Carlo Felice di Genova.
Altri ruoli importanti che ha interpretato sono: Oroveso, Giorgio, Il Prefetto, Walter, Padre Guardiano e Leporello. È noto anche per la sua interpretazione, nel ruolo del protagonista, dell'opera di Bartók Il castello del Duca Barbablù, che ha cantato più volte con distinzione e anche registrato con Pierre Boulez alla direzione della Chicago Symphony Orchestra.
Polgár è stato anche insegnante presso la Hochschule für Musik di Winterthur e presso l'Accademia Franz Liszt di Budapest.

## CD parziale
- Bach: Cantatas Nos 56 & 82 - László Polgár/Capella Savaria/Savaria Vocal Ensemble/Pál Németh, 1985 HUNGAROTON
- Bartók, Il castello del principe Barbablu - Boulez/CSO/Polgar/Norman/Simon (narratore), 1993 Deutsche Grammophon - Grammy Award for Best Opera Recording 1999
- Mozart: Bastien Und Bastienne, K. 50; Singspiel In Einem Akt - Edita Gruberová/Franz Liszt Chamber Orchestra/László Polgár/Raymond Leppard/Vinson Cole, 1990 SONY BMG
- Mozart: Arias - László Polgár/Hungarian State Opera Orchestra/János KOVÁCS, 1998 HUNGAROTON
- Respighi, Semirama - Éva Marton/Veronika Kincses/Lando Bartolini/Lajos Miller/László Polgár/Tamas Clementis/Lamberto Gardelli/Hungarian State Orchestra, 1991 HUNGAROTON
- Schrecker, Die Gezeichneten - Heinz Kruse/Elizabeth Connell/Monte Pederson/Alfred Muff/László Polgár/Rundfunkchor Berlin/Deutsches Sinfonie-Orchester, Berlin/Lothar Zagrosek, 1995 Decca
- Schubert: Winterreise - László Polgár/Jan Schultsz, 1998 HUNGAROTON
- Verdi: Aida - Nikolaus Harnoncourt/Vienna Philharmonic Orchestra/Matti Salminen, 2001 Teldec

## DVD parziale
- Beethoven: Fidelio (Zurich Opera, 2004) - Jonas Kaufmann/László Polgár/Nikolaus Harnoncourt, Arthaus Musik/Naxos
- Debussy: Pelleas et Melisande (Zurich Opera, 2004) - Franz Welser-Möst, Arthaus Musik/Naxos
- Donizetti: Linda di Chamounix (Zurich Opera, 1996) - Edita Gruberová/László Polgár/Armando Ariostini, regia Daniel Schmid, Arthaus Musik/Naxos
- Mozart: Die Zauberflote (Drottningholm Court Theatre, 1989) - Arthaus Musik/Naxos
- Mozart: Don Giovanni (Zurich Opera, 2001) - László Polgár/Cecilia Bartoli/Matti Salminen/Nikolaus Harnoncourt, Arthaus Musik/Naxos
- Paisiello: Nina (Zurich Opera, 2002) - Cecilia Bartoli/Jonas Kaufmann/László Polgár, regia Cesare Lievi, Arthaus Musik/Naxos
- Puccini, La bohème - Gallardo-Domas/Giordani/Mosuc/Volle/Davidson/Polgár/Welser-Möst, regia Philippe Sireuil, 2007 EMI
- Verdi: Rigoletto (Zurich Opera, 2006) - Piotr Beczała/Leo Nucci/László Polgár/Nello Santi, Arthaus Musik/Naxos
- Weber: Der Freischütz (Zurich Opera, 1999) - Matti Salminen/László Polgár/Nikolaus Harnoncourt, Arthaus Musik/Naxos